# Igor Michailowitsch Bril
Igor Michailowitsch Bril (russisch Игорь Михайлович Бриль; * 9. Juni 1944 in Moskau) ist ein russischer Jazz-Pianist, Bandleader und Komponist.

## Biographie
Igor Bril leitete Anfang bis Mitte der 1960er Jahre ein Trio, mit dem er 1965 für das Melodija-Label aufnahm und 1968 bei Jazz in der Kammer konzertierte. Daneben spielte er in den Bands von Juri Saulski (1966–69), des Saxophonisten Alexei Koslow und von German Lukjanow, bevor er 1972 ein eigenes Septett gründete, das bis 1981 bestand. Außerdem tourte er mit einem Quintett durch die damalige UdSSR, Osteuropa und Kuba. Seit 1969 war er auch als Musikpädagoge tätig.
Ende 1988 ging Igor Bril mit seinem Quartett, zu dem der Saxophonist Alexander Osejtschuk, der Bassist Victor Dvoskin und der Gitarrist Alexei Kusnetsow gehörten, auf eine Tournee durch die Vereinigten Staaten; diese fand im Rahmen eines kulturellen Austauschprogramms mit der Sowjetunion statt und endete mit einem Gastspiel im New Yorker Club Village Gate, bei dem auch US-amerikanische Musiker wie Jerry Dodgion, Mel Lewis und Wayne André mitwirkten. Dieser Auftritt wurde mitgeschnitten und erschien später beim Label Mobile Fidelity.
Seit den 1990er Jahren tourte Bril als Solist oder mit kleineren Formationen durch Europa und Israel. 1998 gastierte er auf dem Festival International de Jazz de Montréal.

## Diskographische Hinweise
- Before the Sun Sets
- Time Remembered (2000)
- Igor Bril & The All-Star Soviet Band: Live at Village Gate (1989)